# Salavas
Salavas é uma comuna francesa na região administrativa de Auvérnia-Ródano-Alpes, no departamento de Ardèche. Estende-se por uma área de 17,11 km². Em 2010 a comuna tinha 702 habitantes (densidade: 41 hab./km²).